# Formiana
Formiana is een geslacht van vlinders van de familie spanners (Geometridae), uit de onderfamilie Sterrhinae.

## Soorten
- F. cauquenensis Butler, 1882
- F. chilenaria Blanchard, 1852
- F. ferruginaria Blanchard, 1852
- F. maenades Druce, 1885